# Pesti Izraelita Nőegylet
A Pesti Izraelita Nőegylet (gyakori rövidítéssel PIN) 1866–1945 között fennálló budapesti, erzsébetvárosi székhelyű izraelita jótékonysági egyesület volt.

## Története

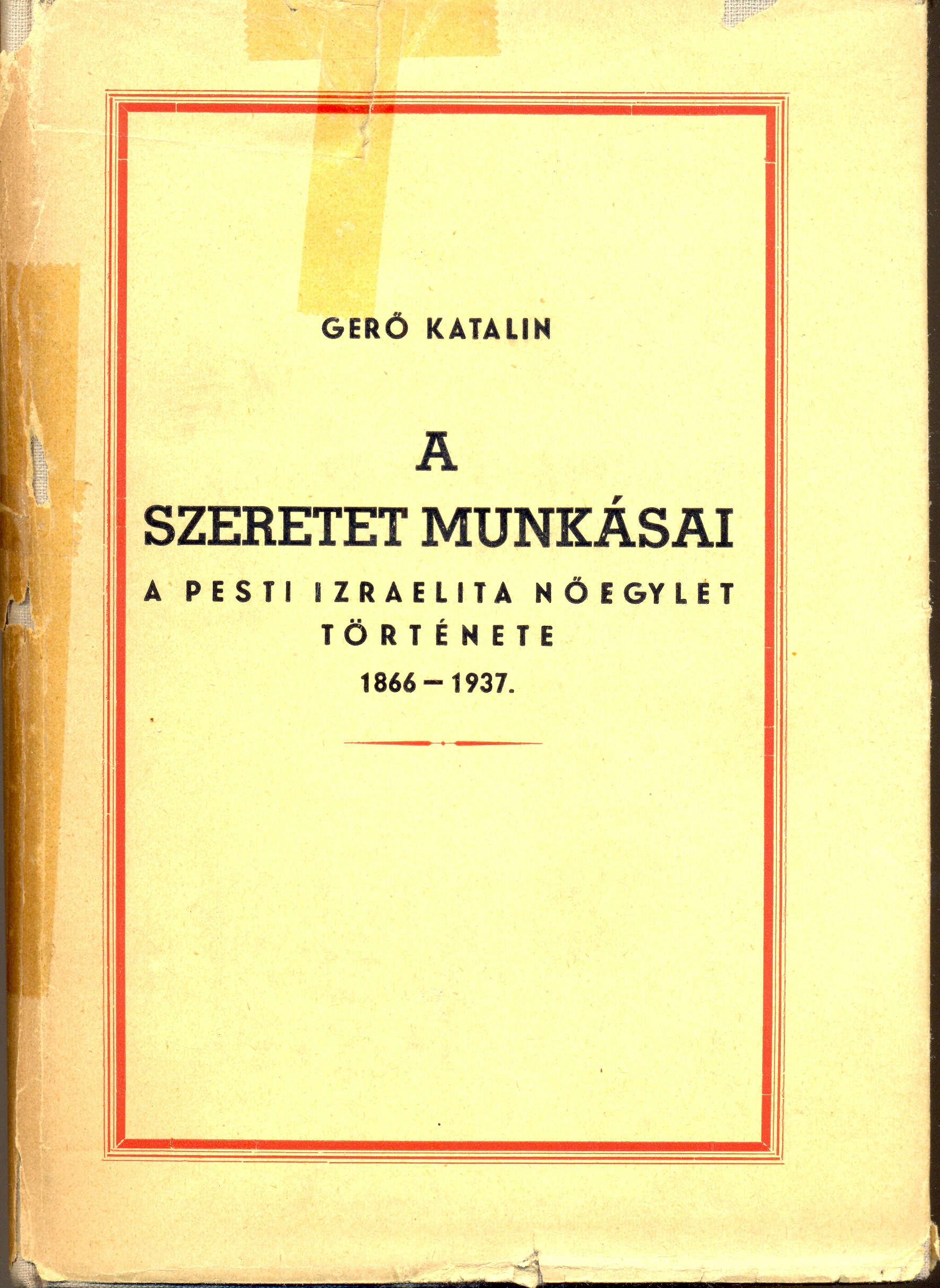
Gerő Katalin: A szeretet munkásai c. művének címlapja

Az 1866-ban 230 taggal megalakult egyesület első elnöke Gotteszmann Mária (Gotteszmann Miklósné) lett, székhelye Erzsébetvárosban, a mai Dessewffy utca 41. szám alatt volt. Céljukul a beteg, keresőképtelen özvegyek, asszonyok és leányok felkarolását és segélyezését, illetve egy leányárvaház alapítását tűzték ki. Tevékenységük több belső-pesti kerületre kiterjedt, s a munkát a nőegylet kerületi tagszervezetei koordinálták. A Hirsch Mór által működésükre felajánlott összegből 1867-ben a Kertész utca 36. szám alatt – a mai Fészek Művészklub épületében – fel is állították a száz árva leány befogadására alkalmas intézményt, a Pesti Izraelita Nőegylet Leányárvaházát. 1869-től népkonyhát is működtettek, ahol 300 rászoruló napi ebédadagját osztották ki. A leányárvaház 1900-ban a Jókai utca 5. szám alá költözött, majd  1923-ban a Hungária körút 9. szám alatti ingatlanban helyezték el. A népkonyha 1901-től, a leányárvaház korábbi helyén, a Fészek Művészklubnak bérbe adott Kertész utcai épület egy részében tovább működött. Az első világháború során katonafeleségek foglalkoztatását biztosították a Csokonai utcai Női Ipari Foglalkoztató 1916. évi megnyitásával.
A leányárvaháznak 1898 és 1927 között Gerő Katalin volt az igazgatónője, aki 1929-ben kiadott Életem c. önéletrajzi regényében részletesen beszámolt az árvaház tevékenységéről és életéről, A szeretet munkásai c., 1938-ban megjelent könyvében pedig a Nőegylet egész addigi tevékenységéről is. 
1910-ben a nagyiparos Weiss Manfréd 120 ezer koronás, felesége emlékére tett alapítványának köszönhetően nyílhatott meg a XIII. kerületi Bókay tér 4. szám alatt, a Szabolcs utca közelében a 32 férőhelyes Weiss Alice Gyermekágyas Otthon. Az intézményben gyermekápoló-képzés, és az országban elsőként terhestanácsadás is folyt. 1922-ben már egyszerre 120 fiatal anya elhelyezését tudták megoldani, s felekezeti különbségek nélkül évente mintegy ezren részesültek a nőegylet anya- és csecsemővédő tevékenységében. 1926-ban magángyógyintézményből nyilvános, 1931-ben közkórházzá sorolták át. Ekkor engedélyezték az intézeten belül külön nőgyógyászati osztály létesítését, amelynek kapacitása többszöri kibővítést követően elérte a 70 ágyat.
Az izraelita nőegylet taglétszáma 1936-ban 1528 fő volt. Működése a második világháború végén hivatalosan is megszűnt, az általa működtetett Weiss Alice Gyermekágyas Otthon beolvadt a Zsidókórházba, a Szabolcs Utcai Állami Kórház elődjébe.